# 5298 Paraskevopoulos
Az 5298 Paraskevopoulos (ideiglenes jelöléssel 1966 PK) a Naprendszer kisbolygóövében található aszteroida. Boyden Observatory fedezte fel 1966. augusztus 7-én.